# Jangam (métro de Séoul)
Jangam est une station sur la ligne 7 du métro de Séoul, à Uijeongbu.